# Pluja àcida

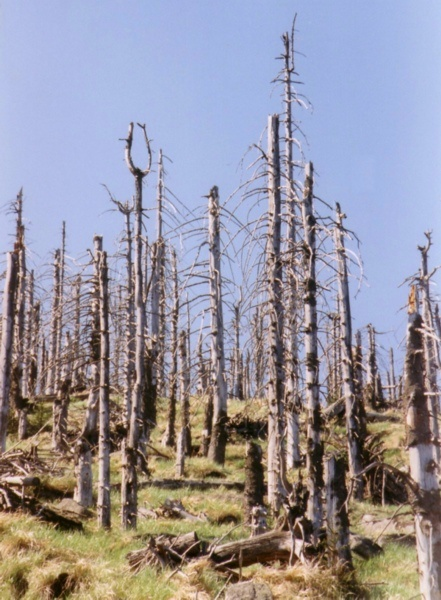
Efectes de la pluja àcida a les Muntanyes Metal·líferes, Alemanya

La pluja àcida és una precipitació que conté en dissolució àcids sulfúric i nítric produïts per la combinació dels òxids de sofre i de nitrogen, despresos en els processos industrials o per emissions naturals, amb el vapor d'aigua atmosfèric. Té efectes altament corrosius i provoca un augment de l'acidesa de rius i llacs i, en general, del sòl, el qual priva del calci per lixiviació. Provoca la mort de la flora i de la fauna aquàtica, degrada els boscos, així com destrueix les construccions amb pedra calcària (mal de la pedra).
La pluja àcida industrial és un problema important a Europa, Amèrica del Nord, la Xina, Rússia i les àrees que es troben vent avall d'aquests països. S'han fet mesuraments ocasionals del pH de la pluja i de l'aigua de la boira molt inferiors a 2,4 (l'acidesa del vinagre) en àrees industrialitzades. Aquestes àrees cremen totes carbó que conté sofre per generar calor i electricitat. El problema de la pluja àcida no només ha augmentat amb l'increment de la població i el creixement industrial, sinó que ha esdevingut més estès. L'ús de xemeneies de gran alçada per reduir la contaminació local ha contribuït a l'expansió de la pluja àcida, alliberant gasos a la circulació atmosfèrica regional. Sovint, la deposició es produeix a una distància considerable vent avall de les emissions, sent les regions muntanyoses les que tendeixen a rebre la major deposició (simplement a causa de les seves majors precipitacions). És un exemple d'aquest efecte el baix pH de la pluja (en comparació amb les emissions locals) que cau sobre Escandinàvia.

## Història

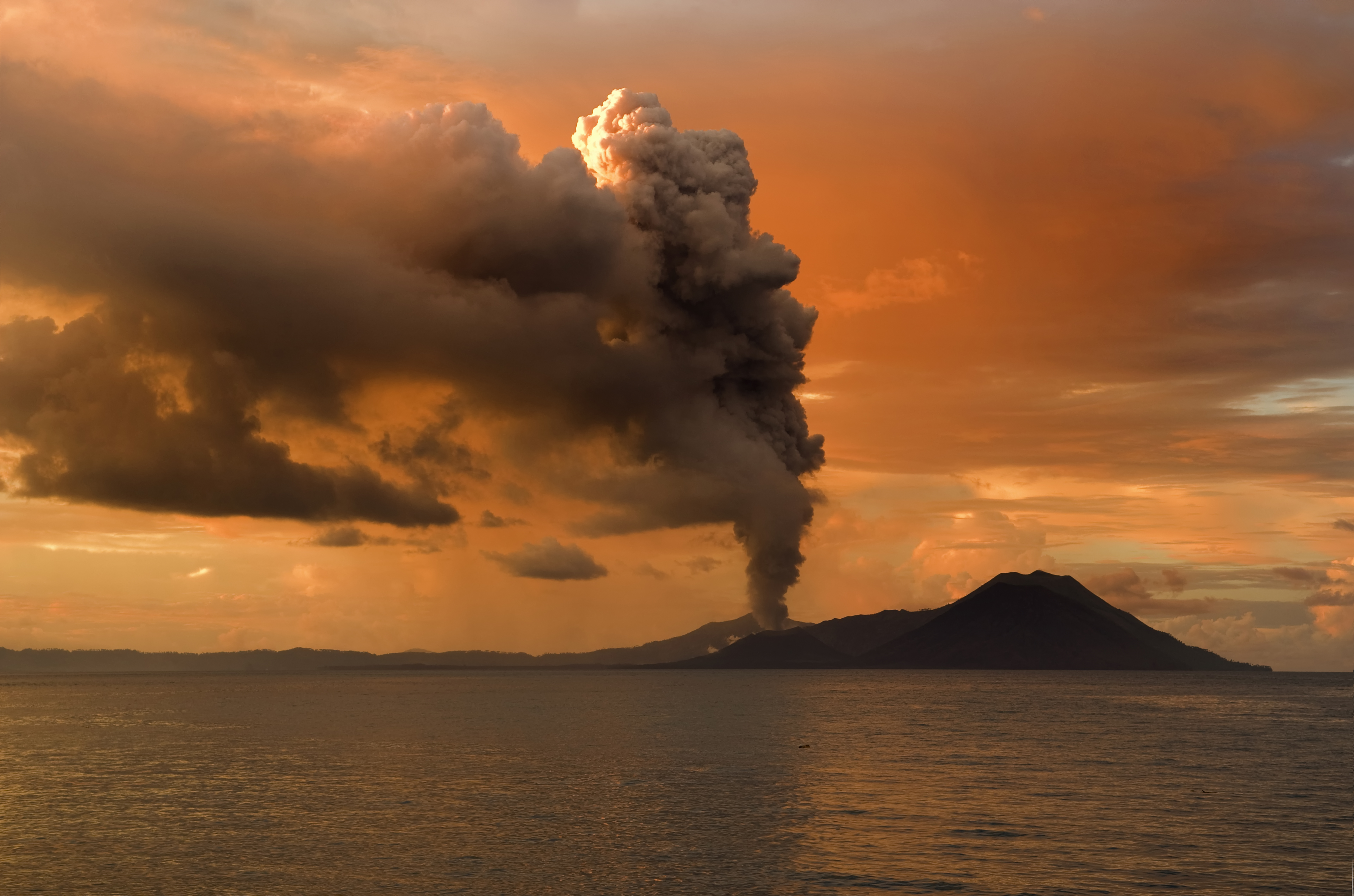
Erupció del volcà Tavurvur a Papua Nova Guinea

La pluja àcida, al llarg de la història de la Terra, s'ha produït molts cops de manera natural a causa de les erupcions volcàniques que alliberen diòxid de sofre a l'atmosfera, però s'ha vist incrementada d'ençà que l'era industrial ha dut a terme una crema en massa de combustibles fòssils, amb la conseqüent emissió de diòxid de sofre i òxids de nitrogen a l'atmosfera produïts per fàbriques, centrals elèctriques, calefaccions o vehicles que cremen carbó o productes derivats del petroli (gasolina, gasoil). Ja al segle xvii el jardiner anglès John Evelyn (1620-1706) remarcà el mal estat dels marbres d'Arundel i l'efecte corrosiu de l'aire d'una ciutat contaminada sobre els marbres i la pedra calcària. El 1852 el químic escocès Robert Angus Smith (1817-1884) fou el primer a demostrar la relació entre la pluja àcida i la contaminació atmosfèrica a Manchester (Anglaterra).

La deposició moderna d'àcids antropogènics s'inicià a Europa i l'est d'Amèrica del Nord després de la Segona Guerra Mundial, ja que els països d'aquestes àrees van augmentar considerablement el consum de combustibles fòssils. Però no fou fins a la fi de la dècada del 1960 que els científics començaren a observar i estudiar el fenomen. El terme «pluja àcida» fou encunyat el 1972 i el biòleg canadenc Harold Harvey fou un dels primers a investigar un llac «mort». La consciència pública de la pluja àcida als Estats Units augmentà a la dècada del 1970 després que el New York Times publiqués informes del Bosc Experimental de Hubbard Brook de Nou Hampshire sobre la multitud d'efectes ambientals deleteris que s'havia demostrat que eren causats per la pluja àcida. La pluja acida fa tambe que es deterioren moltes plantes i arbres.

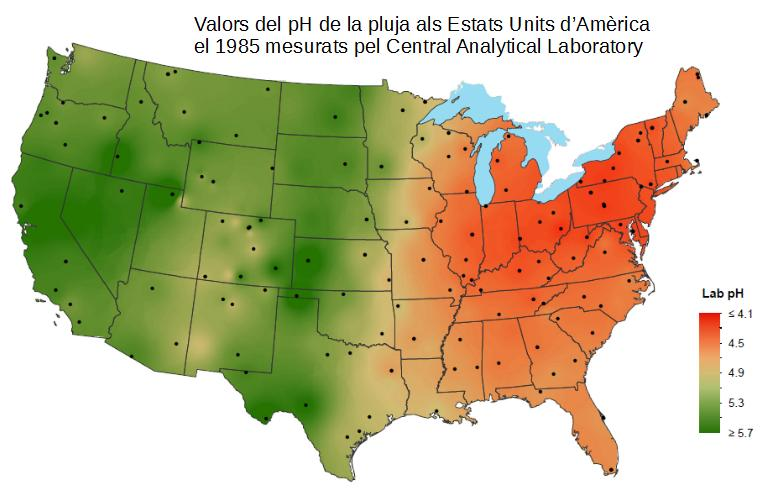
Valors del pH de la pluja als EUA el 1985, on s'observa una alta contaminació a la zona nord-est per emissions de {\displaystyle {\ce {SO2}}} i {\displaystyle {\ce {NO_{x}}}}.
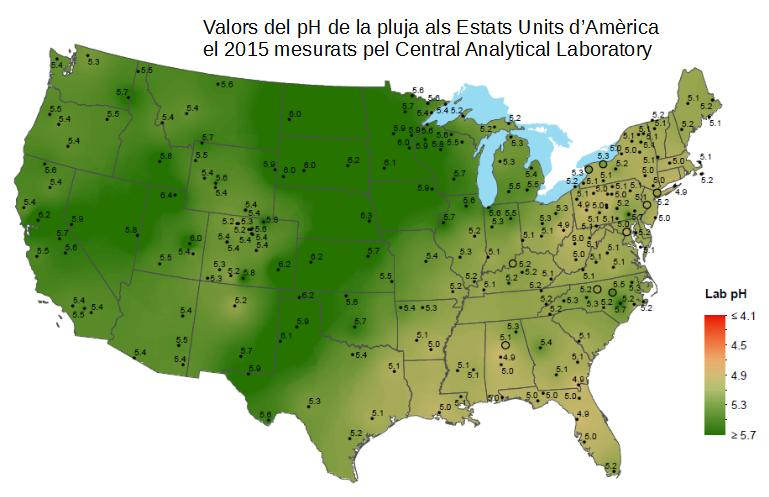
Valors del pH de la pluja als EUA el 2015. S'observa la millora respecte al 1985 a conseqüència de les mesures adoptades per aturar les emissions

 Els treballs per desenvolupar un memoràndum d'intencions entre els EUA i el Canadà per reduir la contaminació atmosfèrica i la deposició d'àcids s'inicià en els anys 70, i es formalitzà amb l'Acord Canadà-Estats Units sobre la Qualitat de l'Aire el 1991, que establí límits permanents sobre les emissions de diòxid de sofre, {\displaystyle {\ce {SO2}}}, i orientà la reducció de les emissions d'òxids de nitrogen, {\displaystyle {\ce {NO_{x}}}}, en ambdós països. Les emissions de {\displaystyle {\ce {SO2}}} als Estats Units i el Canadà que assoliren un punt màxim al final dels anys 70, es reduïren significativament a conseqüència de la regulació de les emissions de les centrals tèrmiques de carbó el 1995. Les emissions de {\displaystyle {\ce {NO_{x}}}} als Estats Units assoliren un màxim el 1980 i es mantingueren relativament estables fins a finals de la dècada de 1990, quan les emissions començaren a disminuir de manera més substancial a causa dels controls sobre emissions de centrals elèctriques i vehicles. Les emissions de {\displaystyle {\ce {NO_{x}}}} han superat les emissions de {\displaystyle {\ce {SO2}}} des de 1980. Tanmateix les seves reduccions combinades provocaren una caiguda significativa de la deposició àcida.

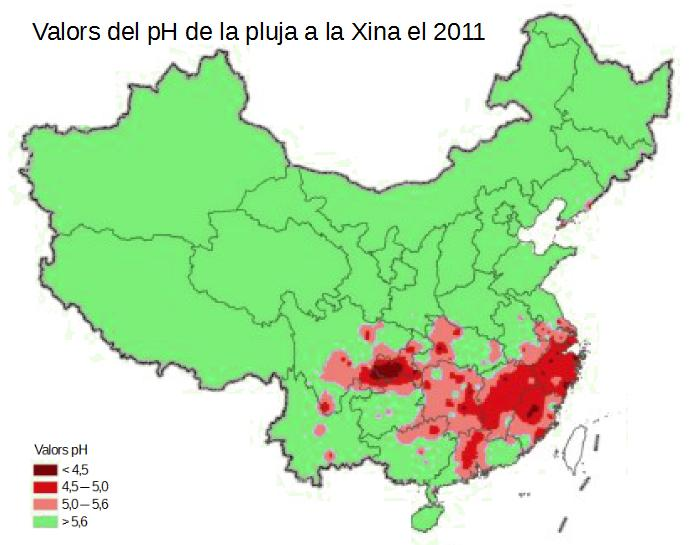
Valors del pH de la pluja a la Xina el 2011

La cooperació internacional per abordar la contaminació atmosfèrica i la deposició àcida s'inicià amb la Conferència de les Nacions Unides sobre el medi ambient humà de 1972 a Estocolm, Suècia. El 1979, el Conveni de Ginebra sobre la Contaminació Atmosfèrica Transfronterera a Gran Distància (CLRTAP) creà el marc per reduir la contaminació atmosfèrica i la deposició àcida a Europa. La convenció redactà el primer acord internacional legalment vinculant per reduir la contaminació de l'aire en una àmplia base regional. Aquest primer acord s'ha ampliat per diversos protocols des del seu inici, com el Protocol de Göteborg de 1999. Com a resultat la deposició àcida a Europa i l'est d'Amèrica del Nord s'ha reduït significativament. El registre continu més llarg de la química de precipitacions a Amèrica del Nord prové del Bosc experimental de Hubbard Brook, on la concentració de precipitacions en cations oxidani, {\displaystyle {\ce {H3O^+}}}, es reduí en un 60% des de mitjans dels anys 60 fins al 2008, tendència que es confirmà en moltes altres estacions de seguiment. Malgrat les reduccions significatives en la deposició àcida, alguns ecosistemes europeus i nord-americans perjudicats per la deposició àcida s'han recuperat molt lentament. Les dècades de deposició àcida en aquestes regions sensibles han esgotat la capacitat de neutralització d'àcids dels sòls. Com a resultat, aquests sòls són encara més susceptibles a la deposició àcida continuada, fins i tot a nivells reduïts, per la qual cosa s'ha de seguir amb la política de reducció d'emissions.
En contrast amb Europa i Amèrica del Nord, la deposició àcida augmenta en altres parts del món. Per exemple, Àsia ha experimentat un augment constant de les emissions de {\displaystyle {\ce {SO2}}} i {\displaystyle {\ce {NO_{x}}}}, a més d'{\displaystyle {\ce {NH3}}}, un fenomen més evident en parts de la Xina i l'Índia, on la producció de carbó per a la producció industrial i elèctrica s'ha expandit enormement des de l'any 2000. Irònicament, la deposició àcida ha estat una mica limitada a l'est d'Àsia, ja que moltes instal·lacions de carbó que no estan regulades per a les emissions de {\displaystyle {\ce {SO2}}} i {\displaystyle {\ce {NO_{x}}}} tampoc estan regulades per a les emissions de partícules (com ara el sutge i la cendra de carbó), les quals tenen el potencial de neutralitzar una certa acidesa. Tanmateix, les partícules estan relacionades amb malalties respiratòries i altres problemes de salut humana, per la qual cosa estan regulades a Europa i Amèrica del Nord.

## Química de la pluja àcida

### pH àcid

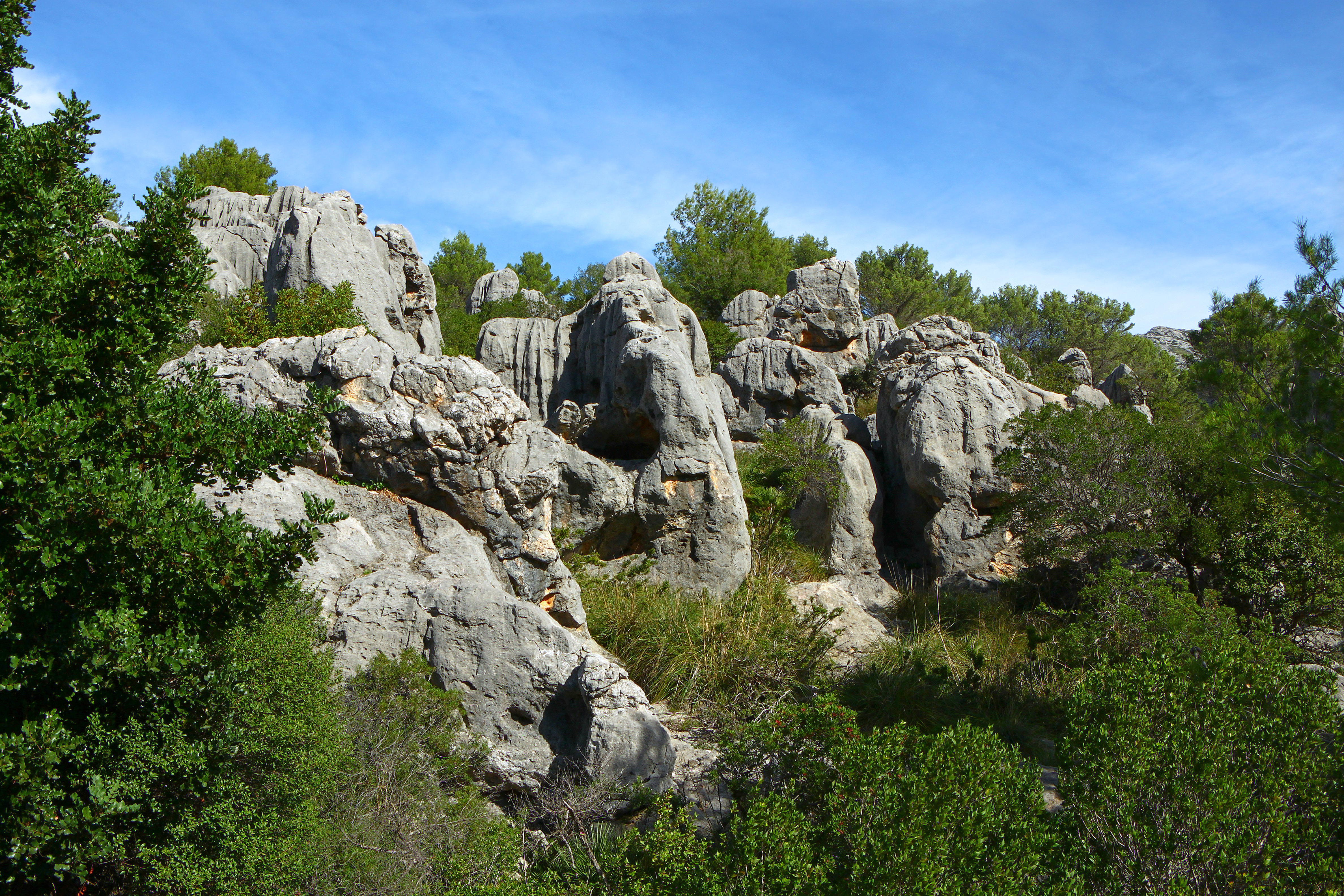
Barranc a Caimari, Mallorca, on s'observa l'erosió produïda a les roques al llarg de milions d'anys per l'aigua acidificada amb CO2

La pluja no contaminada normalment presenta un pH lleugerament àcid d'aproximadament 5,65. Això és degut a la presència del diòxid de carboni, {\displaystyle {\ce {CO2}}}, atmosfèric, que forma àcid carbònic, {\displaystyle {\ce {H2CO3}}}, tot i que la pluja no contaminada conté altres substàncies químiques. L'aigua destil·lada que no conté diòxid de carboni té un pH neutre de 7,00. La reacció de formació de l'àcid carbònic és la següent:
{\displaystyle {\ce {H2O_{(l)}\;+\;CO_{2(g)}\;\longrightarrow \;H2CO_{3(aq)}}}}
Aleshores l'àcid carbònic s'ionitza, formant concentracions baixes d'anions carbonat, {\displaystyle {\ce {CO_3^{2-}}}}, i cations oxoni o oxidani, {\displaystyle {\ce {H3O^+}}}:
{\displaystyle {\ce {2H2O_{(l)}\;+\;H2CO_{3(aq)}\;\longrightarrow \;CO3_{(aq)}^{2-}\;+\;2H3O+_{(aq)}}}}
Es considera pluja àcida si la precipitació presenta valors de pH inferiors a 5,00. Aquests valors de pH s'assoleixen per la presència d'altres àcids addicionals a l'àcid carbònic com són l'àcid sulfúric, {\displaystyle {\ce {H2SO4}}}, i l'àcid nítric, {\displaystyle {\ce {HNO3}}}, formats a partir de les reaccions amb el vapor d'aigua del òxids de sofre i de nitrogen. Altres substàncies naturals com la pols, que conté carbonat de calci, pot millorar l'acidesa, ja que en solució resulta ser lleugerament alcalina.

### Formació d'àcid sulfúric

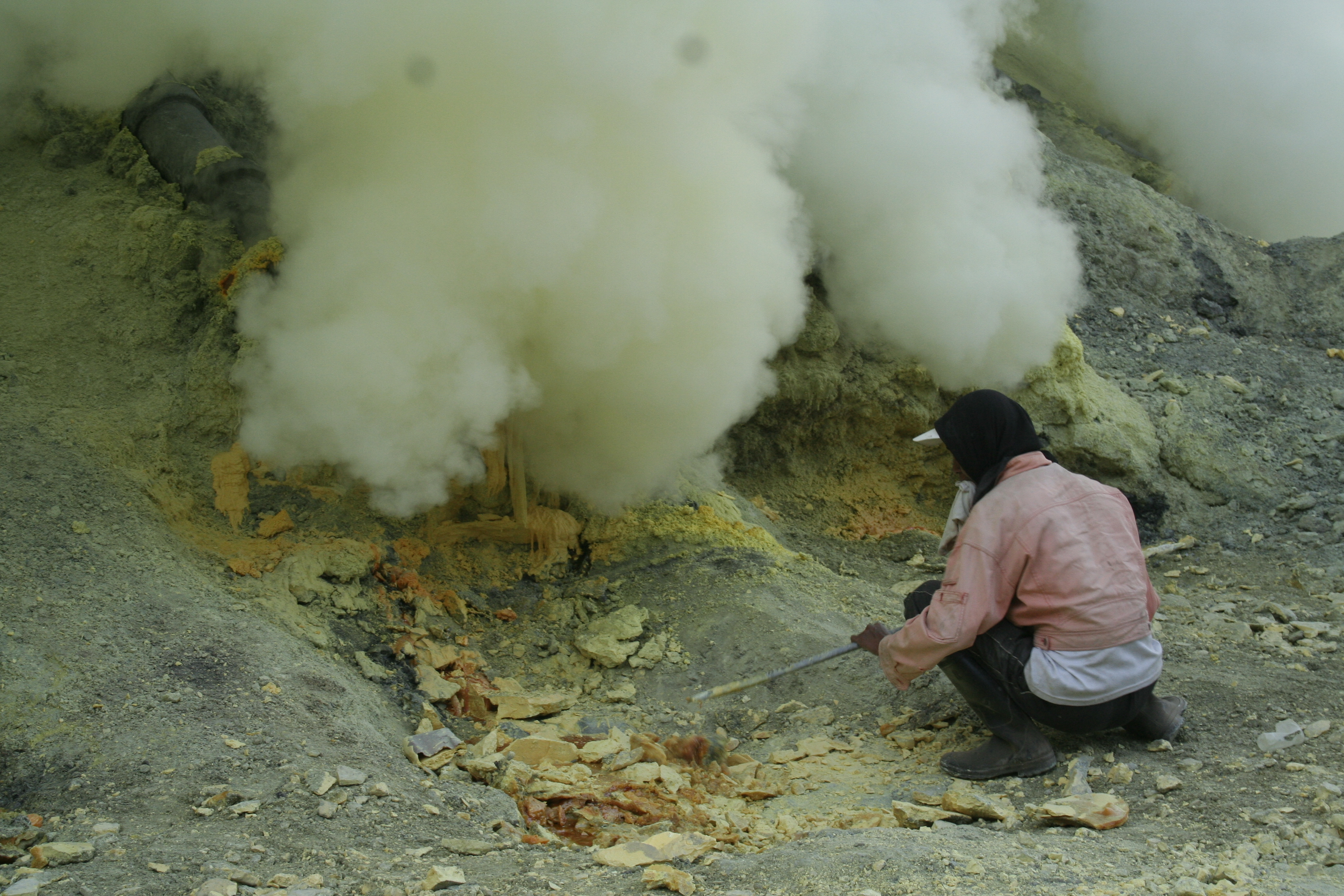
Mina de sofre al cràter d'un volcà a Indonèsia. El fum conté una alta concentració de SO2

Una part del diòxid de sofre, {\displaystyle {\ce {SO2}}}, emès a l'atmosfera terrestre es deu a les erupcions volcàniques, que són fenòmens irregulars naturals. La font principal del diòxid de sofre antropogènic a l'atmosfera és la combustió de carbó i de petroli, que inclou l'ús de vehicles amb motors dièsel, centrals tèrmiques, explotació i manipulació de certs minerals de sofre, indústria del paper i del carbó (incloent embalatges, etc.), síntesi d'àcid sulfúric, etc. En aquests tractaments el sofre, {\displaystyle {\ce {S8}}}, s'oxida a diòxid de sofre durant les combustions:
{\displaystyle {\ce {S8\;+\;8O2\;\longrightarrow \;8SO2}}}

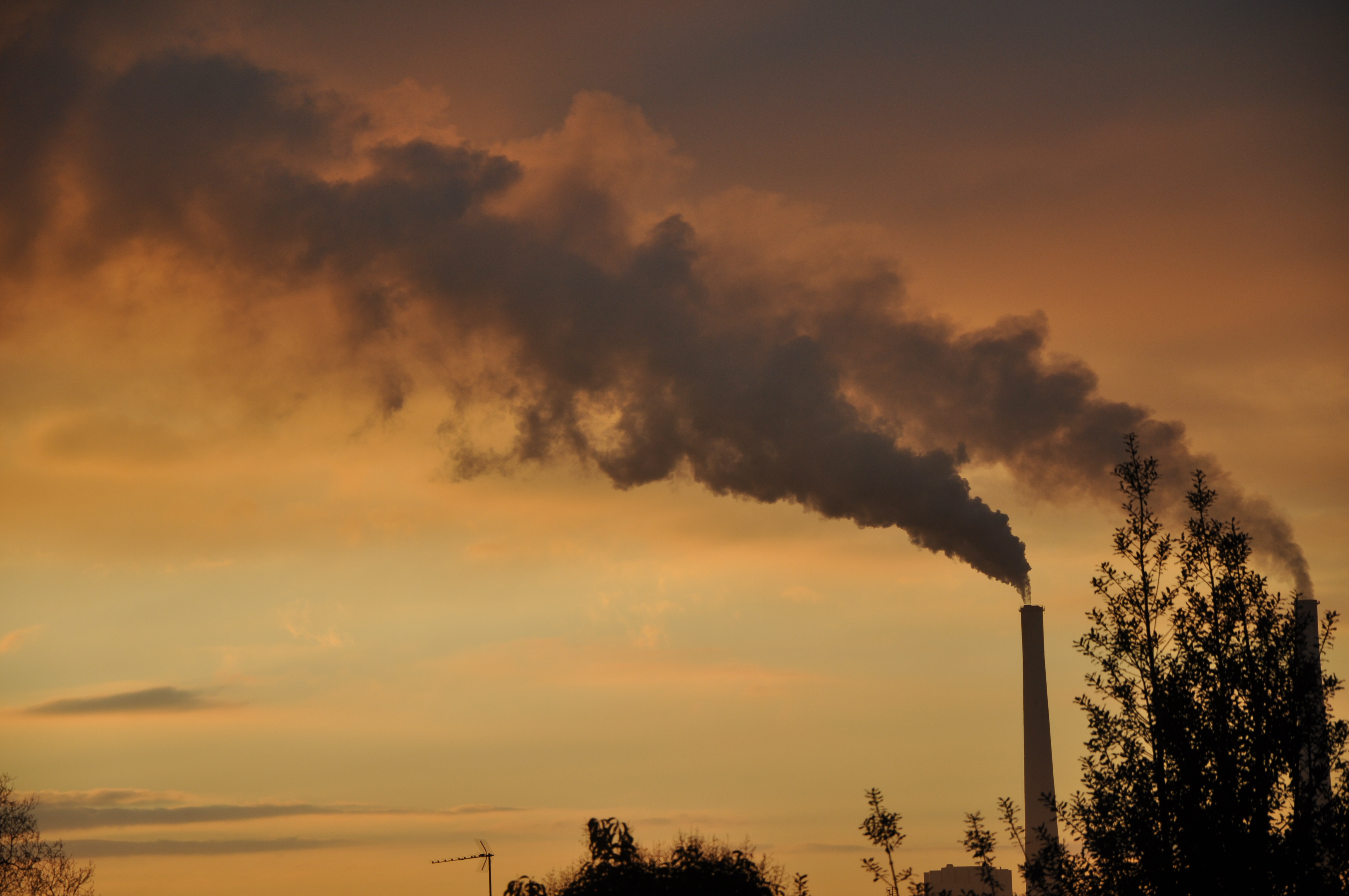
Xemeneies de la central tèrmica de Le Havre, França

Una vegada dispersat a l'atmosfera es transforma en àcid sulfúric, {\displaystyle {\ce {H2SO4}}}mitjançant diferents vies:
- A la primera via el {\displaystyle {\ce {SO2}}}reacciona amb radicals hidroxil, {\displaystyle {\ce {HO^{\bullet }}}}, en presència de partícules de metalls, {\displaystyle {\ce {M}}}, que actuen com a catalitzadors, donant radicals hidrogensulfit, {\displaystyle {\ce {HSO3^{\bullet }}}}. Aquests reaccionen amb el dioxigen, {\displaystyle {\ce {O2}}}, i es produeix triòxid de sofre, {\displaystyle {\ce {SO3}}}, i radicals dioxidoanils, {\displaystyle {\ce {HO2^{\bullet }}}}. El {\displaystyle {\ce {SO3}}} és molt soluble en aigua i es dissol en les gotetes que formen els niguls donant lloc a àcid sulfúric, {\displaystyle {\ce {H2SO4}}}:[18]

{\displaystyle {\ce {SO2\;+\;HO^{\bullet }\;->[M]\;HSO3^{\bullet }}}}{\displaystyle {\ce {HSO3^{\bullet }\;+\;O2\;->\;SO3\;+\;HO2^{\bullet }}}}{\displaystyle {\ce {SO3 \; + \; H2O \; -> \; H2SO4}}}

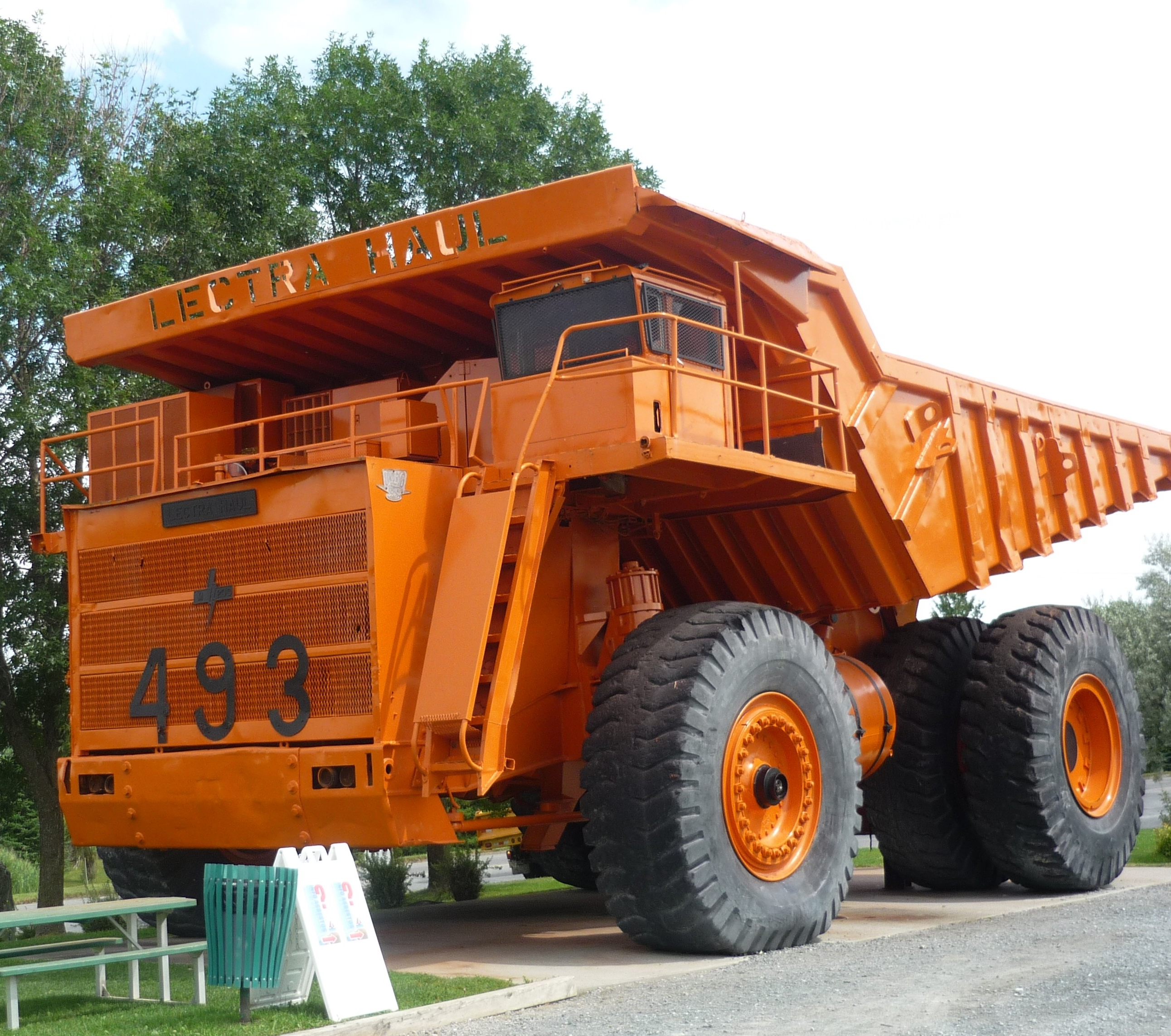
Camió miner gegant Lectra Haul que funciona amb motor dièsel

- Una altra via té lloc per reacció del {\displaystyle {\ce {SO2}}} amb molècules de peròxid d'hidrogen, {\displaystyle {\ce {H2O2}}}, dissolt en les gotetes d'aigua dels niguls, de la boira o de la pluja. El peròxid d'hidrogen es forma per reacció de dos radicals dioxidoanil, {\displaystyle {\ce {HO2^{\bullet }}}}, i, en reaccionar amb el diòxid de sofre dona àcid sulfúric dissolt en les gotes d'aigua:[18]

{\displaystyle {\ce {2HO2^{\bullet }\;->\;H2O2\;+\;O2}}}{\displaystyle {\ce {SO2_{(aq)}\; + \; H2O2_{(aq)}\; -> \; H2SO4_{(aq)}}}}
- Finalment la tercera via el {\displaystyle {\ce {SO2}}} en primer lloc es dissol en aigua formant àcid sulfurós, {\displaystyle {\ce {H2SO3}}}, per després oxidar-se mitjançant diferents reaccions i arribar a l'àcid sulfúric:[18]

{\displaystyle {\ce {SO2\;+\;H2O\;->\;H2SO3\quad \quad \quad H2SO3\;+\;H2O\;<=>\;H3O_{(aq)}^{+}\;+\;HSO3_{(aq)}^{-}}}}{\displaystyle {\ce {HSO3^{-}_{(aq)}\; + \; H2O2_{(aq)}\; -> \; HSO4^{-}_{(aq)}\; + \; H2O}}}{\displaystyle {\ce {HSO4^-_{(aq)}\; + \; H3O^+_{(aq)}\; -> \; H2SO4_{(aq)}\; + \; H2O}}}{\displaystyle {\ce {HSO3^-_{(aq)}\; + \; 1/2O2 \; ->[M] \; HSO4^-_{(aq)}}}}{\displaystyle {\ce {HSO4^-_{(aq)}\; + \; H3O^+_{(aq)}\; -> \; H2SO4_{(aq)}\; + \; H2O}}}

### Formació d'àcid nítric

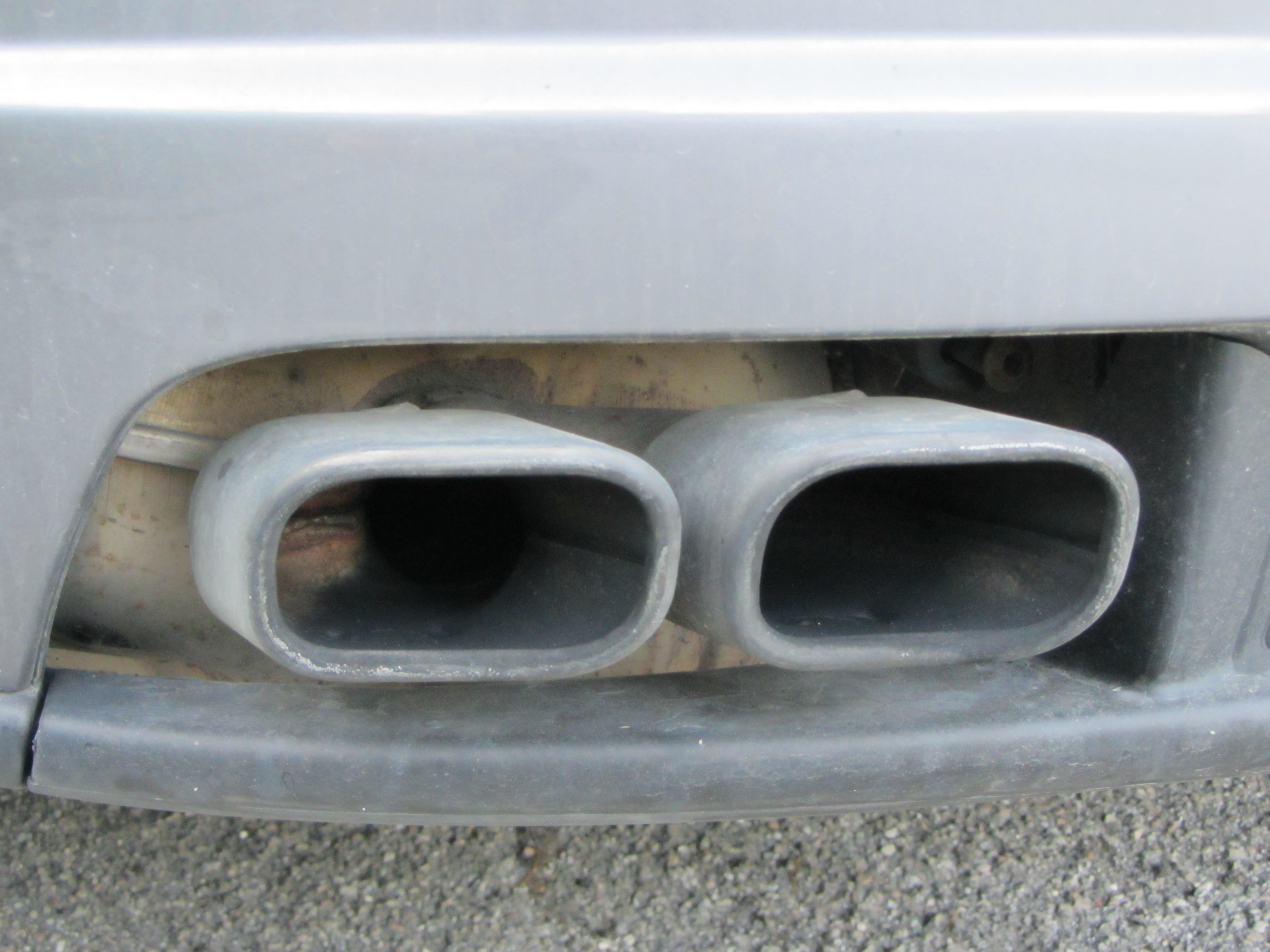
Tubs d'escapament d'un cotxe que emeten NO

L'òxid de nitrogen, {\displaystyle {\ce {NO}}}, es forma per la reacció que té lloc entre oxigen i nitrogen de l'aire a alta temperatura en processos de combustió, i en particular en els motors de combustió interna dels cotxes i avions.
{\displaystyle {\ce {O2 + N2 -> 2NO}}}
Si la concentració d'oxigen és suficient el monòxid de nitrogen pot oxidar-se i donar lloc a diòxid de nitrogen:
{\displaystyle {\ce {O2 + 2NO -> 2NO2}}}
Aquest òxid reacciona amb l'aigua dels niguls i de les gotes de pluja i dona lloc a àcid nítric, {\displaystyle {\ce {HNO3}}}, que queda dissolt en l'aigua, i òxid de nitrogen que pot transformar-se en diòxid de nitrogen:
{\displaystyle {\ce {3NO2_{(g)}\; + H2O_{(l)}\; -> \; 2HNO3_{(aq)}\; + \; NO_{(g)}}}}

## Efectes

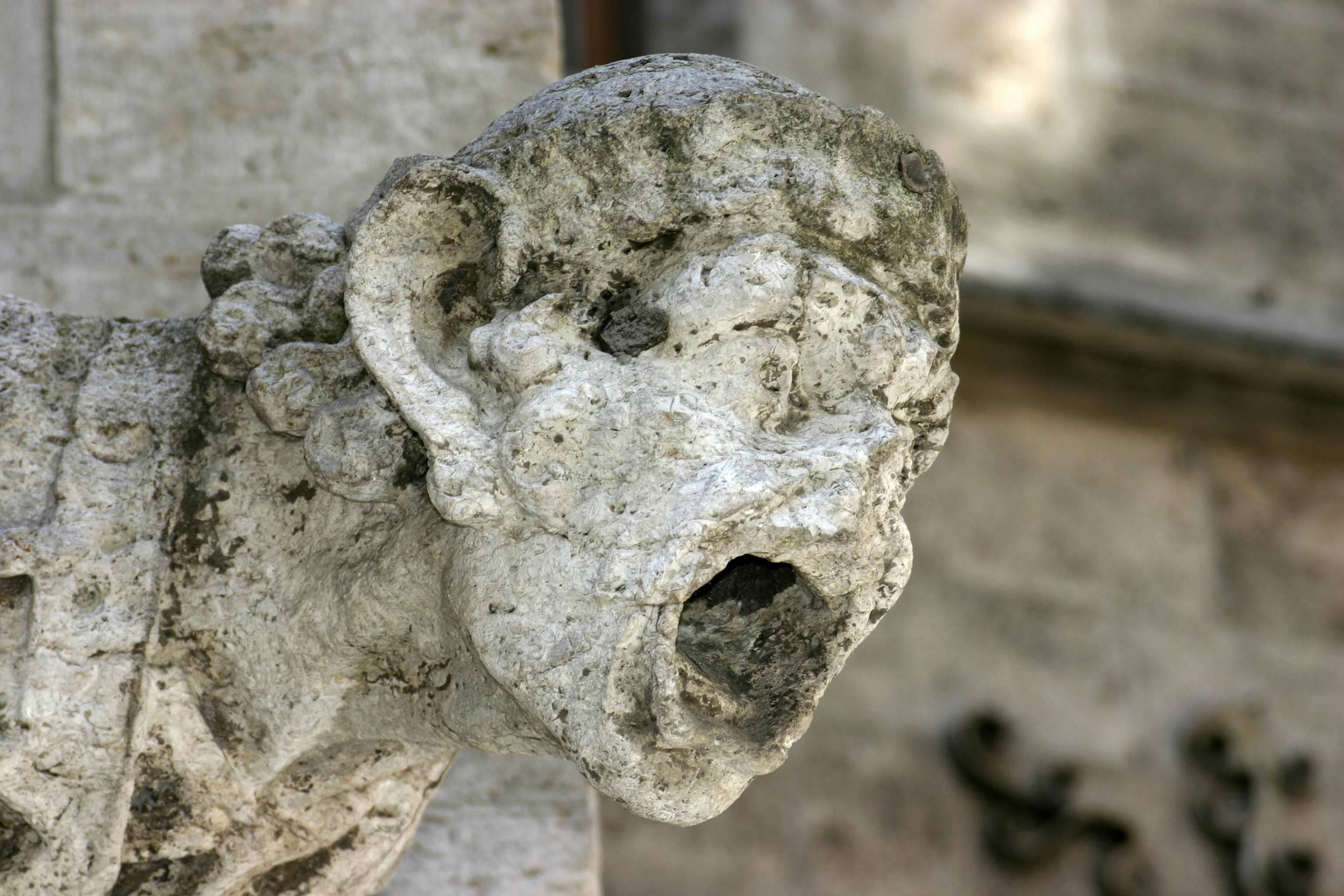
Gàrgola deteriorada per l'efecte de la pluja àcida al Neues Rathaus, Múnic, Alemanya

La pluja àcida pot tenir efectes nocius en plantes, animals i en edificis. El diòxid de sofre i els òxids de nitrogen que cauen en forma de pluja, banyen les fulles dels vegetals i actuen com un àcid perforant i matant al pas les plantes, arbres, flors... Afecta, així mateix, a la fertilitat dels sòls inhibint l'activitat dels bacteris fixadors de nitrogen que viuen en simbiosi a les arrels de les lleguminoses. També afecta la vida aquàtica de llacs i rius acidificar-los, la qual cosa dona lloc a la degradació dels ecosistemes. Per altra banda causa corrosió en estructures metàl·liques com ponts o erosions en construccions de pedra calcària (edificis i escultures).

### Llacs i rius
Les quantitats creixents de deposició àcida en zones sensibles provocaren que desenes de milers de llacs i rierols a Europa i Amèrica del Nord es tornessin molt més àcids (disminució del pH) del que havien estat en dècades anteriors. Les zones sensibles a àcids són les que estan predisposades a l'acidificació, ja que els sòls de la regió tenen una capacitat de buidatge baixa o una capacitat de neutralització d'àcid baixa. A més, l'acidificació pot alliberar alumini lligat als sòls, que en la seva forma dissolta en aigua pot ser tòxic tant per a la vida vegetal com animal. En combinació amb l'augment de l'acidesa en els ambients aquàtics, l'alumini pot danyar les brànquies dels peixos i, per tant, disminuir la respiració. Altres organismes també es veuen afectats negativament, de manera que els ecosistemes aquàtics acidificats perden biodiversitat i afecten a tota la cadena alimentària.
L'alta acidesa, especialment de la deposició de sofre, pot accelerar la conversió del mercuri elemental a la forma més mortífera: metilmercuri, {\displaystyle {\ce {CH3Hg^+}}}, una toxina neurològica. Aquesta conversió es dona més freqüentment en els aiguamolls i els sòls saturats d'aigua on els entorns amb poc oxigen proporcionen condicions ideals per a la formació de metilmercuri per part dels bacteris. El metil mercuri es concentra en organismes a mesura que avança en a la cadena alimentària (bioacumulació), trobant-se les majors concentracions, a vegades amb nivells tòxics, en el depredadors, entre els quals sovint hi ha els humans.
A més, l'acidificació aquàtica pot ser episòdica, especialment en climes més freds. L'àcid sulfúric, {\displaystyle {\ce {H2SO4}}}, i l'àcid nítric, {\displaystyle {\ce {HNO3}}}, acumulats en la neu poden alliberar-se ràpidament durant el desgel inicial i produir un pols d'aigua àcida. Aquests polsos poden ser molt més àcids que qualsevol esdeveniment de neu individual durant l'hivern, i mortals per als organismes aquàtics sensibles a l'àcid a través de la xarxa alimentària.

### Boscos i muntanyes

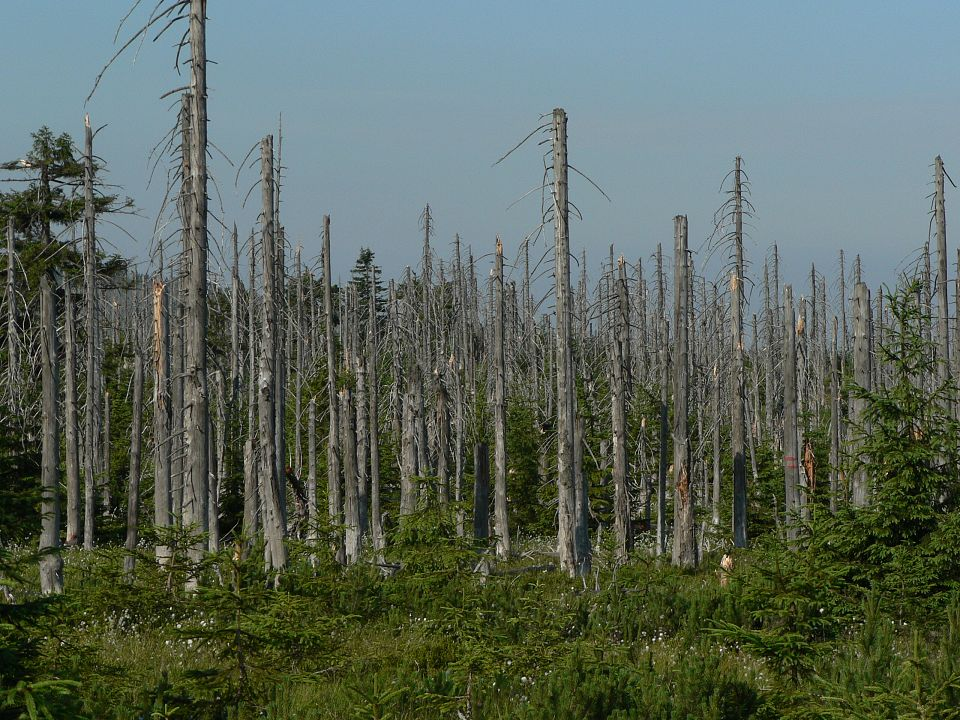
Arbres morts per la pluja àcida a les Muntanyes Jizera, República Txeca

Als anys 70 i 80, les zones boscoses d'Europa central, la península Escandinava meridional i l'est d'Amèrica del Nord mostraren signes alarmants de degradació forestal i mort d'arbres. És probable que fos el resultat de factors combinats, incloent la deposició d'àcids (per exemple, acidificació del sòl i pèrdua de capacitat de tamponament, mobilització d'alumini tòxic, efectes directes d'àcids en fullatge), exposició a l'ozó, possible excés de fertilització a partir de la deposició de compostos de nitrogen (com els compostos de nitrats, amoni i amoníac), i l'estrès general. Una vegada que un arbre es troba en una situació debilitada, és més probable que sigui afectat per altres factors ambientals com la sequera, la infestació d'insectes i la infecció per agents patògens. Les àrees de degradació forestal sovint es trobaven associades a regions amb baixa capacitat de refredament on també hi havia danys als ecosistemes aquàtics a causa de la deposició àcida.

La deposició àcida ha estat implicada en l'alteració de la química del sòl i en la disminució de diverses espècies d'arbres a través de mitjans directes i indirectes. Els sòls pobrament amortidors són particularment susceptibles a l'acidificació perquè manquen de quantitats significatives de cations de bases, que neutralitzen l'acidesa. El calci, el magnesi, el sodi i el potassi, que són els cations bàsics que representen la major part de la capacitat de neutralització d'àcids dels sòls, es deriven de l'erosió de les roques i de la deposició humida i seca. Alguns d'aquests cations, com el calci i el magnesi, són també nutrients vegetals secundaris que són necessaris per al creixement adequat de les plantes. El subministrament d'aquests cations disminueix a mesura que neutralitzen els àcids presents en la deposició humida i seca i s'aprecien a partir dels sòls. Així, un paisatge anteriorment ric en aquests cations pot esdevenir sensible a àcid quan els processos de formació del sòl són lents i aquests cations no són substituïts per processos de degradació o deposició.

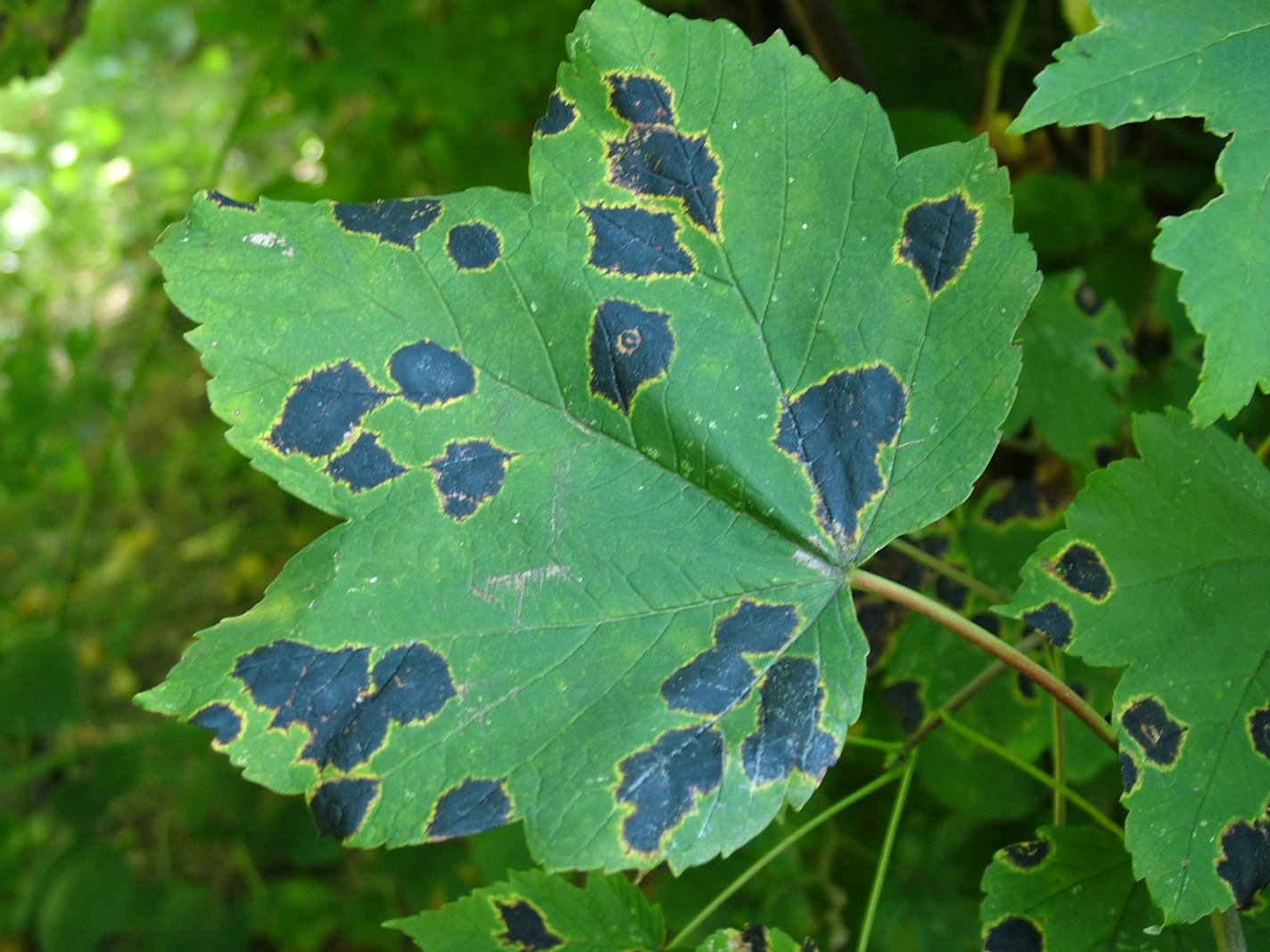
El fong Rhytisma acerinum (taques blaves) ataca les fulles del fals plàtan afeblit per l'acidesa de l'aire o la pluja

A més d'alterar negativament la química del sòl, la deposició d'àcids ha demostrat que afecta directament a algunes espècies d'arbres. L'avet roig (Picea rubens), els arbres que es troben a elevacions més altes a l'est dels Estats Units, es veuen perjudicats pels àcids que liquen el calci de les membranes cel·lulars a les agulles, fent que les agulles siguin més susceptibles al dany causat per la congelació durant l'hivern. El dany és sovint més gran en regions muntanyoses, ja que generalment aquestes àrees reben més deposició àcida que les zones més baixes i l'ambient hivernal és més extrem. Les regions muntanyenques estan sotmeses a núvols molt àcids i aigua de boira juntament amb altres estressos ambientals. A més, l'avet roig pot ser danyat per l'augment de la concentració d'alumini tòxic en el sòl. Aquests processos poden reduir l'absorció de nutrients per les arrels de l'arbre. Les poblacions d'auró del sucre (Acer saccharum) també estan disminuint al nord-est dels Estats Units i parts de l'est del Canadà. Les altes concentracions d'alumini i baix contingut en calci del sòl derivades de la deposició àcida han estat implicades en aquest descens. Altres arbres d'aquesta regió que es veuen afectats negativament per la deposició àcida inclouen l'àlber (Populus), el bedoll (Betula) i la freixe (Fraxinus).

### Construccions

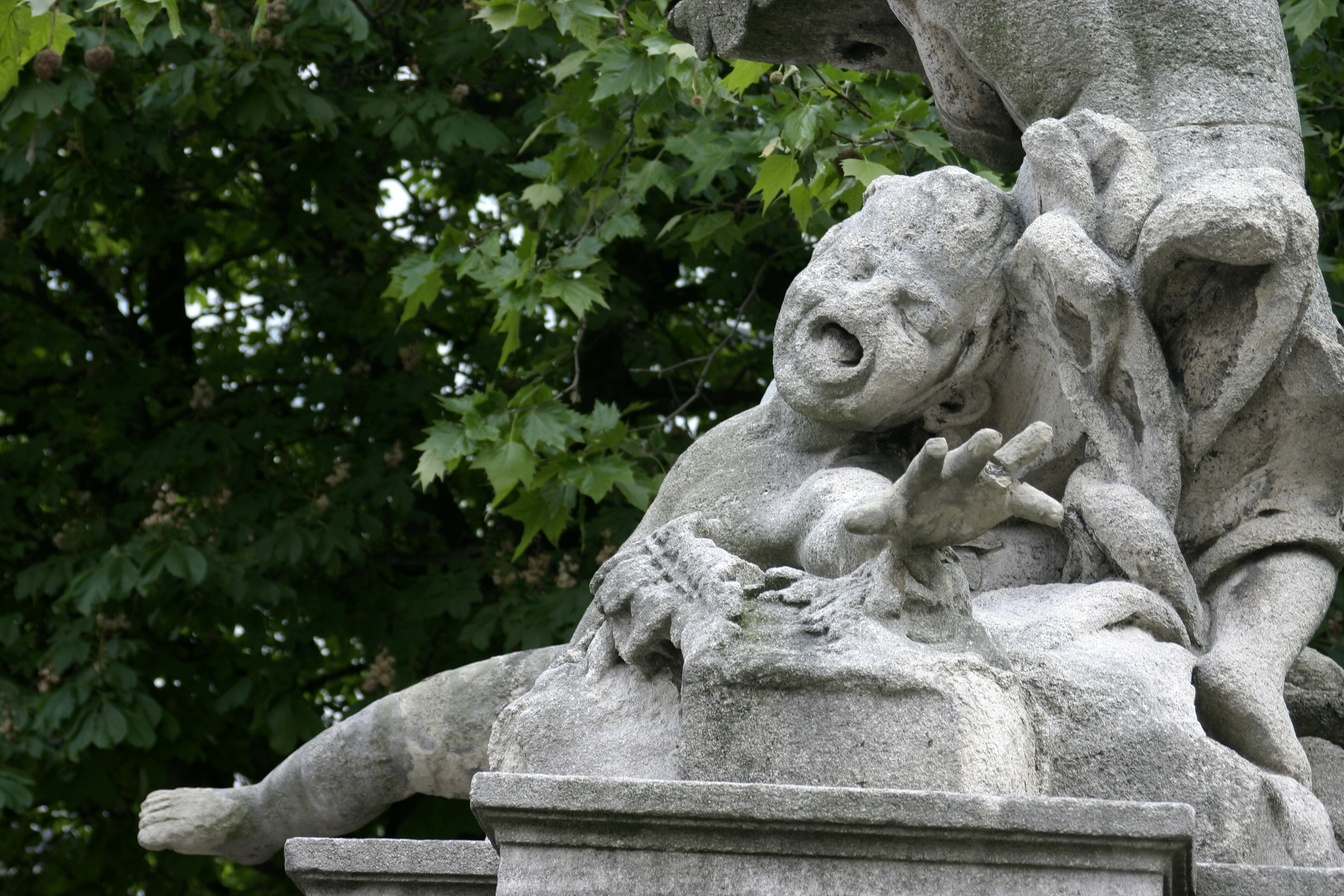
Escultura deteriorada per la pluja àcida

Causa corrosió en estructures metàl·liques com ponts o erosions en construccions de pedra calcària (edificis i escultures). Així l'àcid sulfúric, {\displaystyle {\ce {H2SO4}}}, que cau amb la pluja àcida reacciona amb el carbonat de calci, {\displaystyle {\ce {CaCO3}}}, principal constituent de les roques calcàries, donant sulfat de calci, {\displaystyle {\ce {CaSO4}}}, un compost més soluble que el carbonat de calci (unes 20000 vegades més soluble), per la qual cosa es dissol dins l'aigua, erosionant lentament la pedra. S'anomena mal de pedra. La reacció és:
{\displaystyle {\ce {H2SO4 + CaCO3 -> CaSO4 + H2O + CO2}}}
Les zones del món més afectades per la pluja àcida són la part oriental d'Amèrica del Nord i Europa central. Aquestes zones coincideixen amb països molt industrialitzats. El Japó també és una de les zones amb un alt nivell de contaminació per pluja àcida. No sempre, però, els llocs propers a les "fonts productores" de la pluja àcida, com les centrals tèrmiques, són les més afectades, ja que a través de l'atmosfera poden viatjar kilòmetres fins que cauen en forma de pluja.

## Mètodes de prevenció

### Eliminació del diòxid de sofre
El gas més rellevant que porta a l'acidificació és el diòxid de sofre {\displaystyle {\ce {SO2}}}. El petroli i el carbó contenen entre un 0,1 % i un 5 % de sofre que es transforma en diòxid de sofre quan es cremen per obtenir energia elèctrica a les centrals tèrmiques, calor a les calderes de calefacció, als motors dièsel dels vehicles, a les refineries de petroli i en els processos d'extracció de minerals. L'ús de combustibles amb menors proporcions de sofre, com ara el gas natural, permeten reduir les emissions de {\displaystyle {\ce {SO2}}}.
Per eliminar el {\displaystyle {\ce {SO2}}}s'han dissenyat diferents mètodes:
- Dessulfuració amb òxid de calci o carbonat de calci: Amb aquest procés s'assoleix l'eliminació del {\displaystyle {\ce {SO2}}} entre un 60 i un 90 %. Es prepara una dissolució aquosa d'òxid de calci, {\displaystyle {\ce {CaO}}}, o de carbonat de calci, {\displaystyle {\ce {CaCO3}}}, que, en reaccionar amb el {\displaystyle {\ce {SO2}}}, generen sulfit de calci, {\displaystyle {\ce {CaSO3}}}, el qual pot oxidar-se a sulfat de calci, {\displaystyle {\ce {CaSO4}}}, si hi ha oxigen, {\displaystyle {\ce {O2}}}, suficient, segons les reaccions:[21]{\displaystyle {\ce {CaO\;+\;H2O\;\longrightarrow \;Ca(OH)2}}}{\displaystyle {\ce {SO2\;+\;Ca(OH)2\;+\;H2O\;\longrightarrow \;CaSO3\cdot {\tfrac {1}{2}}H2O\;+\;{\tfrac {3}{2}}H2O}}}{\displaystyle {\ce {SO2\;+\;CaCO3\;+\;{\tfrac {1}{2}}H2O\;\longrightarrow \;CaSO3\cdot {\tfrac {1}{2}}H2O\;+\;CO2}}}{\displaystyle {\ce {CaSO3\cdot {\tfrac {1}{2}}H2O\;+{\tfrac {3}{2}}H2O\;+\;{\tfrac {1}{2}}O2\;\longrightarrow \;CaSO4\cdot 2H2O}}}
- Dessulfuració amb òxid de magnesi: És un procés similar a l'anterior de l'òxid de calci però emprant òxid de magnesi, {\displaystyle {\ce {MgO}}}, però amb l'avantatge de que el sulfit o sulfat de magnesi, {\displaystyle {\ce {MgSO3}}} o {\displaystyle {\ce {MgSO4}}}, formats poden calcinar-se per recuperar els reactius. D'aquesta manera el {\displaystyle {\ce {SO2}}} pot emprar-se en altres indústries, com per exemple la de producció d'àcid sulfúric. Requereix una despesa energètica elevada.[21]
- Dessulfuració amb lleixius de sosa: El diòxid de sofre pot recollir-se mitjançant reacció amb hidròxid de sodi, {\displaystyle {\ce {NaOH}}}, o carbonat de sodi, {\displaystyle {\ce {Na2CO3}}}, i s'obté sulfat de sodi, {\displaystyle {\ce {Na2SO4}}}, soluble que pot recollir-se en basses d'evaporació.[21]
- Dessulfuració amb amoníac: La reacció amb amoníac, {\displaystyle {\ce {NH3}}}, produeix sulfat d'amoni, {\displaystyle {\ce {(NH4)2SO4}}}.[21]
- Dessulfuració amb sulfit de sodi: S'empra sulfit de sodi, {\displaystyle {\ce {Na2SO3}}},i s'obté hidrogensulfit de sodi, {\displaystyle {\ce {NaHSO3}}}, el qual pot recuperar-se.[21]{\displaystyle {\ce {SO2\;+\;Na2SO3\;+\;H2O\;\longrightarrow \;2NaHSO3}}}

### Eliminació dels òxids de nitrogen

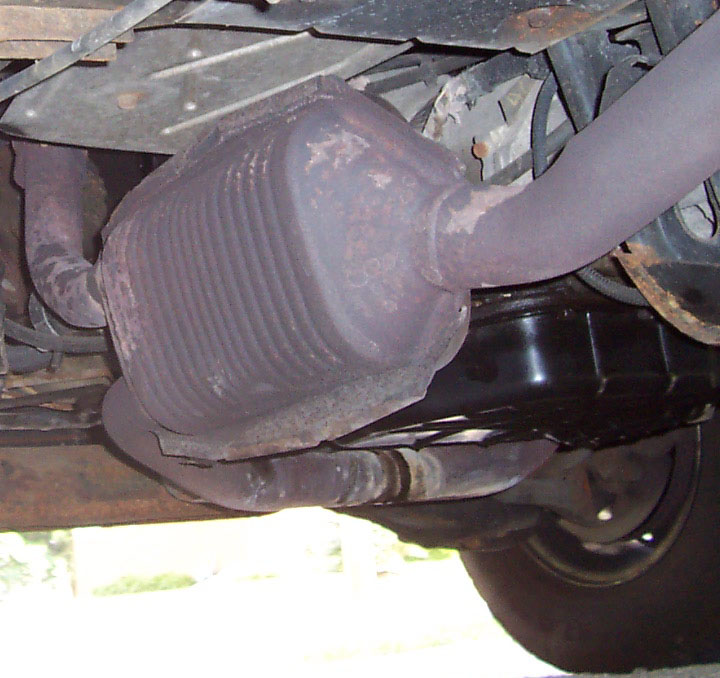
Catalitzador d'un cotxe

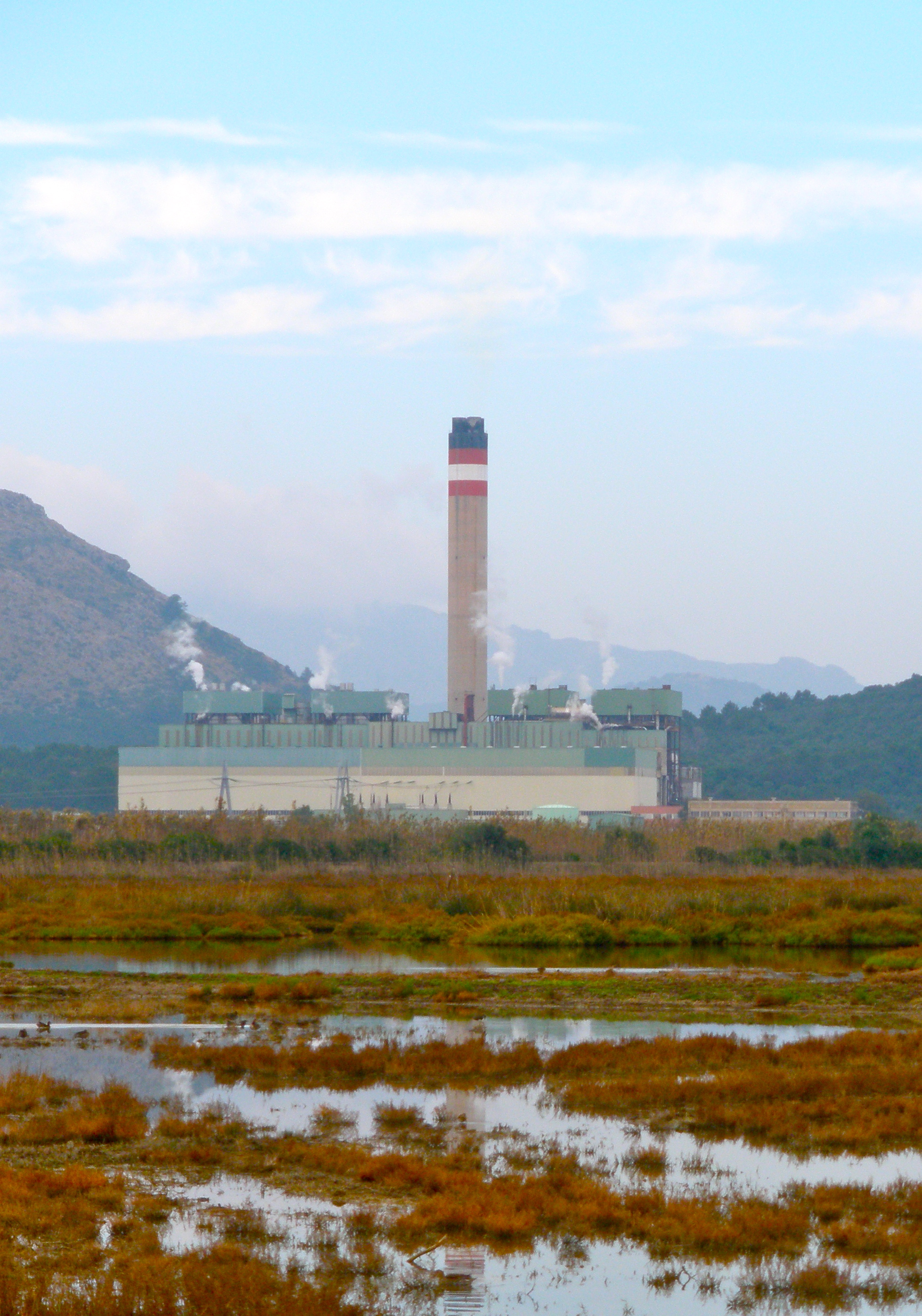
Central tèrmica d'Es Murterar a Alcúdia, Mallorca, on es crema carbó per a produir electricitat

Els òxids de nitrogen, {\displaystyle {\ce {NO_{x}}}}, es produeixen en els motors de combustió interna dels vehicles, en les centrals tèrmiques de producció d'electricitat i en les calderes de calefacció. S'eliminen mitjançant reaccions químiques que els redueixen a nitrogen, {\displaystyle {\ce {N2}}}, diòxid de carboni i vapor d'aigua. Poden emprar-se catalitzadors, amb la qual cosa la temperatura de treball pot ser inferior. Els cotxes amb motor de gasolina empren catalitzadors. Els primers catalitzadors, anomenats de dues vies, eliminaven hidrocarburs i monòxid de carboni; posteriorment es milloraren per eliminat també òxid de nitrogen, {\displaystyle {\ce {NO}}}, (catalitzadors de tres vies). Les reaccions que tenen lloc són:
{\displaystyle {\ce {C_{x}H_{y}\;+\;(2x\,+{\tfrac {y}{2}})NO\;\longrightarrow \;xCO2\;+\;{\tfrac {y}{2}}H2O\;+\;(4x\,+y)N2}}}{\displaystyle {\ce {2 H2 + 2 NO -> 2 H2O + N2}}}{\displaystyle {\ce {2 CO + 2 NO -> 2 CO2 + N2}}}
L'hidrogen, {\displaystyle {\ce {H2}}}, es produeix quan es cremen els hidrocarburs en els motors i reaccionen amb l'aigua, donant també monòxid de carboni, {\displaystyle {\ce {CO}}}.
Els catalitzadors dels vehicles amb motors dièsel no poden eliminar els òxids de nitrogen malgrat sí eliminen els altres gasos. Són catalitzadors d'oxidació que rebaixen al màxim l'emissió de monòxid de carboni i hidrocarburs. Però les temperatures dels gasos d'escapament són massa baixes per poder emprar un catalitzador de reducció que sí eliminaria els {\displaystyle {\ce {NO_{x}}}}.
L'eliminació dels {\displaystyle {\ce {NO_{x}}}} dels fums de les centrals tèrmiques, que cremen carbó o petroli, es realitza mitjançant una reducció emprant amoníac, {\displaystyle {\ce {NH3}}}. El procés pot ser catalitzat o no. Si no és catalitzat són necessàries temperatures al voltant dels 1000 °C, mentre que si s'empra un catalitzador a base d'òxid de titani(IV) són suficients uns 400 °C. Les reaccions que tenen lloc són:
{\displaystyle {\ce {6 NO + 4 NH3 -> 6 H2O + 5 N2}}}{\displaystyle {\ce {6 NO2 + 8 NH3 -> 12 H2O + 7 N2}}}
La posada en marxa de legislació més restrictiva en quan a l'emissió de {\displaystyle {\ce {NO_{x}}}} per part dels vehicles ha fet que s'hagí introduït aquest mètode d'eliminació en els cotxes i camions, anomenat sistema SCR (Selective Catalyc Reduction). Després que els gasos hagin passat pel catalitzador clàssic entren en una nova cambra on també s'hi injecta una dissolució d'urea, {\displaystyle {\ce {(CH3)2CO}}}, de concentració 32,5 % que dona lloc a amoníac, {\displaystyle {\ce {NH3}}}, el qual redueix els {\displaystyle {\ce {NO_{x}}}} segons les reaccions químiques descrites.

### Estudi de la pluja àcida a Europa
Entre altres estudis es fa un seguiment per avaluar l'estat dels boscos mitjançant les xarxes europees de seguiment de danys als boscos. La xarxa de nivell I està en funcionament des del 1986 i consisteix en una xarxa de punts distribuïts en forma de xarxa quadriculada de 16 km de costat. En els vèrtexs que estan situats en una zona forestal arbrada, s'hi col·loca un punt de mostreig. Cada any, es fa la revisió de l'estat sanitari de la copa de tots els arbres en cadascun d'aquest punts, cosa que permet fer un seguiment de l'evolució de l'estat dels boscos. La xarxa europea de nivell II és complementària a l'anterior. Es tracta d'una xarxa no sistemàtica de parcel·les permanent de vigilància intensiva que han de representar els principals sistemes forestals. En aquestes parcel·les es fan mesures més nombroses i precises amb l'objectiu de coneixes no només l'estat de salut i les seves variacions amb el temps, sinó també d'intentar entendre millor les causes que provoquen impactes sobre els ecosistemes forestals i els seus efectes i interaccions. Cada any es fa un seguiment intensiu de 860 parcel·les a tot Europa i es publica un informe executiu sobre l'estat dels seus boscos.t d'aquesta feina, es publica anualment l'inventari de danys forestals a Espanya. A Catalunya no s'acostumen a mesurar valors de pH tan àcids com els de l'Europa central i del nord, els sòls calcaris i l'aerosol saharià neutralitzen ràpidament el seu efecte. Excepcionalment, entre els anys 1978-1983 la central tèrmica de Cercs (Berguedà) va ser denunciada per un delicte ecològic al provocar l'abocament de pluja àcida a una zona forestal de 30.000 ha que va quedar greument deteriorada.

## Altres efectes de la contaminació atmosfèrica
Altres efectes de la contaminació atmosfèrica són:
- Boira fotoquímica: efecte local a curt termini.
- Forat de la capa d'ozó: efecte sobre la mateixa atmosfera, efecte global a llarg termini.
- Efecte d'hivernacle: efecte sobre la mateixa atmosfera, efecte global a llarg termini.